# Samsung Lions
Los Samsung Lions (en coreano 삼성 라이온즈) son un equipo profesional de béisbol surcoreano con sede en Daegu, que compite en la KBO League desde su fundación en 1982. Propiedad de Cheil Worldwide, una filial del Grupo Samsung, es uno de los seis equipos originales de la liga y uno de los pocos que ha mantenido su nombre, sede y grupo matriz desde sus inicios.
El equipo ha sido uno de los más exitosos en la historia del béisbol surcoreano, con ocho títulos de liga y un destacado periodo de dominio en la década de 2010, cuando conquistó cuatro Series de Corea consecutivas (2011-2014) y cinco títulos de temporada regular al hilo (2011-2015), lo que le valió el apodo de «la dinastía Samsung». También ostenta múltiples récords en la KBO, como el mayor número de participaciones en la Serie de Corea y en la postemporada.
Su color representativo es el azul, reflejo de su vínculo con Samsung, y su mascota, Bleo, es un león azul inspirado en el personaje del manga El príncipe de la selva Leo. Desde 2016, disputan sus partidos como locales en el Daegu Samsung Lions Park.

## Historia

### Fundación y primeros años
Los Samsung Lions fueron fundados en 1982 como uno de los seis equipos originales de la KBO cuando se creó la liga profesional de béisbol en Corea del Sur. Desde su fundación, el equipo ha estado operado por Cheil Industries, filial del Grupo Samsung, y junto con los Lotte Giants, ha mantenido la misma familia propietaria, grupo matriz y nombre desde su creación.
La elección de Daegu como sede oficial del equipo tiene un significado especial, ya que es la ciudad donde se originó el Grupo Samsung. En 1938, Lee Byung-chul fundó la Samsung Merchants Company (predecesora de Samsung Corporation) en Ingyodong, Jung-gu, Daegu. Inicialmente, el equipo no solo representaba a la ciudad de Daegu, sino que oficialmente abarcaba toda la provincia de Gyeongsang del Norte, antes de que el concepto de ciudad natal de la Liga KBO cambiara de un sistema regional a uno basado en ciudades en el año 2000.
El equipo estableció su sede en el Daegu Citizens Stadium en Goseong-dong, Buk-gu, donde jugarían durante más de tres décadas. El león fue elegido como animal símbolo para representar la majestuosidad del rey de los animales, apropiado para un equipo pionero en el béisbol profesional coreano.

### Primera época dorada y consolidación
Los Samsung Lions lograron su primer gran éxito en 1985, cuando ganaron su primer campeonato de la KBO. El equipo tuvo una temporada histórica con un récord de 40-14-1 en la primera mitad y 37-18 en la segunda mitad, para un total de 77-32, estableciendo el mejor porcentaje de victorias en una temporada en la historia de la KBO, un récord que aún se mantiene.
El equipo de 1985 contaba con dos lanzadores excepcionales que ganaron 25 partidos cada uno: Kim Si-jin y Kim Il-young. Como los Lions ganaron ambos banderines de media temporada ese año, no se celebró la Serie Coreana y fueron declarados campeones absolutos directamente.
Después de su éxito inicial, los Samsung Lions continuaron siendo un equipo competitivo, añadiendo más campeonatos a su palmarés. El equipo ganó los campeonatos de 2002, 2005 y 2006, logrando el mejor récord de la liga en cada una de esas temporadas.

### La "Dinastía Samsung" (2010-2015)
En 2010, Ryu Jung-il fue contratado como nuevo mánager de los Samsung Lions, marcando el inicio de la época más exitosa en la historia del equipo. Bajo su dirección, el equipo alcanzó el mejor récord de la liga y conquistó su quinto título de la KBO en 2011.
Tras ganar la KBO en 2011, los Samsung Lions también conquistaron el campeonato de la Serie Asiática, convirtiéndose en el primer equipo en ganar la carrera por el banderín, la Serie Coreana y la Serie Asiática en el mismo año, un logro histórico que demostró su dominio tanto a nivel nacional como internacional.
En 2012, uno de los jugadores más destacados del equipo, Lee Seung-yuop, regresó a Corea del Sur desde Japón. Con su incorporación, los Samsung Lions ganaron su sexto campeonato en la temporada 2012, seguido de otros dos títulos consecutivos en 2013 y 2014.
Entre 2011 y 2015, el equipo logró cinco banderines consecutivos y cuatro títulos consecutivos de las Series Coreanas (2011-2014), un dominio que los medios de comunicación y los aficionados al béisbol denominaron la "Dinastía Samsung".
En 2016, los Samsung Lions se trasladaron a su nuevo hogar, el Daegu Samsung Lions Park en Yeonho-dong, Suseong-gu, Daegu, dejando atrás el histórico Daegu Citizens Stadium donde habían jugado desde 1982.

## Jugadores
Róster de Samsung Lions actualizado el 31 de agosto de 2013.

## Rivalidades

### KIA Tigers
La rivalidad entre los Samsung Lions y los KIA Tigers es una de las más emblemáticas del béisbol surcoreano y de la KBO League, no solo por el número de títulos que acumulan, sino también por su profunda carga histórica, regional y emocional. Representando a las regiones de Yeongnam (Samsung) y Honam (KIA), esta confrontación trasciende el ámbito deportivo y refleja tensiones y vínculos culturales entre el sureste y suroeste de Corea del Sur.
Conocida desde 2024 como la “Serie Dalbit” —nombre que combina las palabras coreanas para “luz de luna” en referencia a Daegu (“Dalguvel”) y Gwangju (“Bichgoeul”)—, esta serie sustituyó el antiguo término “88 Expressway Series”, en alusión a la autopista que unía ambas ciudades. La rivalidad está marcada tanto por el respeto mutuo entre aficiones como por el recuerdo de enfrentamientos memorables, incluyendo cuatro finales de la Serie de Corea, siendo la última en 2024, cuando KIA se impuso a Samsung tras 31 años sin enfrentarse en postemporada.
Durante las décadas de 1980 y 1990, los Haitai Tigers, antecesores de KIA, dominaron la liga mientras Samsung acumulaba subcampeonatos, lo que intensificó el deseo de revancha del conjunto de Daegu. Entre 2002 y 2015, los Lions vivieron su época dorada, coronándose campeones en siete ocasiones y consolidando su propia dinastía. En cambio, tras la adquisición por KIA, los Tigers atravesaron una etapa de altibajos que incluyó momentos de crisis y resurgimiento, como su título en 2017.
La rivalidad también ha estado marcada por incidentes polémicos, como la agresión a un lanzador de Samsung con una botella durante la Serie de Corea de 1986, o las agresivas estrategias de fichajes que Samsung empleó para debilitar a su rival en los años 2000. Sin embargo, incluso en los momentos más tensos, ambas aficiones se han reconocido mutuamente como los verdaderos rivales, con un respeto que no siempre se observa en otras rivalidades de la liga.
Entre 2019 y 2023, ambos equipos vivieron un periodo de bajo rendimiento que los alejó de los puestos de honor, lo que llevó a algunos a hablar de una “solidaridad en la adversidad”. No obstante, su enfrentamiento en la final de 2024 demostró que esta histórica rivalidad sigue muy viva y conserva todo su significado en el béisbol coreano.